# Кузьниця (Каліський повіт)
Кузьниця (пол. Kuźnica) — село в Польщі, у гміні Гміна Цекув-Кольонія Каліського повіту Великопольського воєводства.
Населення — 107 осіб (2011).
У 1975-1998 роках село належало до Каліського воєводства.

## Демографія
Демографічна структура станом на 31 березня 2011 року:
|          | Загалом | Допрацездатний вік | Працездатний вік | Постпрацездатний вік |
| -------- | ------- | ------------------ | ---------------- | -------------------- |
| Чоловіки | 56      | 12                 | 39               | 5                    |
| Жінки    | 51      | 9                  | 29               | 13                   |
| Разом    | 107     | 21                 | 68               | 18                   |